# Cuaderno San Martín
Cuaderno San Martín es un libro de poemas del escritor argentino Jorge Luis Borges. Fue publicado por primera vez por Editorial Proa, en 1929. 
Cuaderno San Martín es el tercer libro de poemas (Fervor de Buenos Aires y Luna de enfrente lo anteceden) escrito por Jorge Luis Borges. La primera edición se publicó con ilustraciones de Silvina Ocampo. El libro, como en los dos anteriores, mantiene el clima nostálgico y el juego de palabras construyendo metáforas. De los poemas publicados, La noche que en el Sur lo velaron es el único al que el autor consideraba el más logrado.